# Tvillingarna i trubbel
Tvillingarna i trubbel (How the West Was Fun) är en westernfilm från 1994 med Mary-Kate och Ashley Olsen. De var 8 år gamla när filmen spelades in.

## Handling
Tvillingarna och deras pappa åker till den ranch, där deras mor växte upp. Ranchen har ekonomiska problem och de måste försöka rädda den. De upplever många äventyr och får veta mer om släktens historia.